# Castillo de Castellolí
El castillo de Castellolí es un castillo en ruinas. Del recinto aún se conservan importantes fragmentos de muralla, una gran cisterna y dos estancias cubiertas con bóveda de medio punto. En uno de los extremos se conservan el ábside adornado con bandas lombardas de la que fue iglesia románica de San Feliu, y que, posteriormente dedicada a San Vicente, fue parroquial hasta el año 1705.

## Ubicación
El conjunto de ruinas del antiguo castillo se encuentra muy cerca del camino que une Igualada y la Cuenca de Ódena con Barcelona a través de los Brucs. Fue construido en un lugar bien estratégico en cuanto a la defensa de las tierras situadas en la orilla izquierda del río Llobregat (la Cataluña Vieja) convirtiéndose pues un paso vital en este sentido. El otro castillo cercano que defendía el otro paso importante era el de Castillo de Claramunt, que guardaba el camino que conducía al Panadés a través del estrecho de Capellades. Una misión idéntica conservando dos pasos vitales para la consolidación de las fronteras condales con los sarracenos del Bajo Panadés y Campo de Tarragona.

## Historia del conjunto
Las primeras noticias del castillo datan de julio de 990 con motivo de la donación de Senderedus y mujer en la iglesia de Santa María del término del castillo de Claramunt y del condado de Barcelona, de unos terrenos que se encontraban en el condado de Manresa «in terminio de castrum Audelino». Esta denominación proviene, según afirmó Francesc Carreras (1907), del nombre de un noble llamado Eulí, Aulí u Odelí, el cual con el tiempo se convierte en Olí. En diciembre de 1003 fue proclamado el testamento sacramental de «Audesindo», quien, al acudir a defender el «Kastrum Audelini» contra los sarracenos que pusieron asedio fue muerto. Al confirmar el papa Silvestre II los bienes del monasterio de San Cugat del Vallés hace mención del castillo Odelino. De este castillo hay documentos bajo las denominaciones Adolino (1046), Odolini (1058), Udulini (1063) y Odolino (1068) con motivo de ventas y referencias a descripciones de territorios. Una nueva confirmación de bienes del monasterio de San Cugat fechada en 1098 también habla de este castillo, ahora llamado Odilone, y en 1131 vuelve a aparecer en el contencioso abierto entre Ramon Guillem de Ódena, señor de la baronía del mismo nombre, con el abad de San Cugat. En este documento se habla de su castellanía la que encomendó Ramón Berenguer IV al vizconde Reverter, junto con otros castillos. El vizcondado de Barcelona se extinguió, pero en 1268 el rey Jaime I de Aragón escribió al vizconde de Cardona, Ramón Folc, ordenándole que entregara a Juan Pedro Zapata, alcalde de Montblanc, la posesión de los castillos que para él tenía en uso, y entre ellos figuraba el de Castellolí. El 1337, Guillem de Castellolí, (documentalmente consta como de Castillo Auli) tenía también el castillo de Ódena en nombre del rey Pedro el Ceremonioso y con vinculación a Ramón de Cardona. Esta vinculación no gustaba a los jurados de Igualada lo que manifestaron en varias ocasiones al rey. Unos años después un fogaje dimanado de las Cortes de Cervera (1359) indica la existencia de 27 fuegos por «Castellaulí dels Comtes de Cardona». Cuando se creó el condado de Cardona, en 1375, Castellolí consta como integrado en él. De estos tiempos hay noticias de rencillas entre los bandos de los «Castellaulins» y los «Ocellons», debiendo ser pacificados en 1384 por el propio rey Pedro. El 2 de julio de 1416 tiene lugar una sentencia en la que el juez declaró que el conde Joan Ramon Folc de Cardona debía pagar 2.500 florines de oro de Aragón al doncel Bernat de Argensola por los derechos que le pertenecían en el castillo de Castellolí. De hecho, el castillo de Castellolí, junto con el de Ódena y el de Claramunt, posesiones de los Cardona, mantuvieron un antagonismo con Igualada, villa real, situación que perduró hasta el siglo XVII. Durante la Guerra dels Segadors (1640-1652) Castellolí y su castillo jugaron un papel importante en la estrategia de intentar cortar el paso a las tropas castellanas. El último episodio que viviría el castillo fue durante la primera guerra carlista, cuando Castellolí fue centro de un destacamento militar para defender el camino y el acceso a Igualada.